# 海伦·斯宾拉德
海伦·斯宾拉德（英語：Hyron Spinrad，1934年2月17日—2015年12月7日），美国天文学家。2010年起，他成为了加州大学伯克利分校的天文学荣誉退休教授。

## 荣誉
- 小行星 3207 斯宾拉德[1]
- 丹尼·海涅曼天体物理学奖（1986年）[2]
- 美国国家科学院院士[3]